# Livro de Concórdia
O Livro de Concórdia foi publicado em 25 de junho de 1580 e contém documentos em que os luteranos dos séculos XV a XVI explicavam no que acreditavam e o que ensinavam, baseados na Bíblia.
O livro foi escrito especificamente para estruturar e esclarecer a fé cristã luterana, a primeira linha de pensamento teológica derivada do protestantismo, movimento que propunha a Reforma da Igreja Católica, em 1517. É o histórico doutrinário padrão das igrejas luteranas espalhadas por todo o mundo.
Ele inclui, primeiro, os três credos que se originaram na Igreja primitiva: o Credo Apostólico, o Credo Niceno e o Credo Atanasiano. Depois, ele contém os escritos da Reforma Luterana conhecidos como a Confissão de Augsburgo, a Apologia da Confissão de Augsburgo, os Artigos de Esmalcalde, o Tratado sobre o Poder e o Primado do Papa, o Catecismo Menor e o Catecismo Maior de Lutero e a Fórmula de Concórdia.
Os catecismos e os Artigos de Esmalcalde vieram da pena de Martinho Lutero; a Confissão de Augsburgo, sua Apologia e o Tratado foram escritos pelo colaborador de Lutero, Filipe Melanchthon; a Fórmula de Concórdia teve sua forma final organizada por Jakob Andreae (1528-1590), Martin Chemnitz (pai; 1522-1586), e Nikolaus Selnecker.

## Conteúdo
A ordem do conteúdo está conforme a ordem apresentada no livro.
| Nome                                      | Data                | Autor | Resumo |
| ----------------------------------------- | ------------------- | --- | --- |
| Credo Apostólico                          | Século II           | Desconhecido | Credo Batismal, usado em Roma |
| Credo Niceno                              | 325, 381            | Líderes da Igreja reunidos no Primeiro Concílio de Niceia (325) e no Concílio de Constantinopla (381).                       | Este Credo pretende mostrar claramente, com base nas Escrituras Sagradas que Jesus Cristo é verdadeiro Deus, igual ao Pai e que o Espírito Santo também é verdadeiro Deus, igual ao Pai e ao Filho. |
| Credo Atanasiano                          | Séculos VI a VIII   | Desconhecido. Recebeu o nome em homenagem ao grande pai da Igreja, Atanásio, que foi instrumento na redação do Credo Niceno. | Confessa os ensinamentos da Trindade e a pessoa e otrabalho de Jesus Cristo. |
| Confissão de Augsburgo                    | 25 de Junho de 1530 | Filipe Melanchton | Geralmente vista como a principal Confissão Luterana; ela foi apresentada pelos luteranos ao imperador Carlos V na dieta imperial de Augsburgo, em 1530, como uma declaração dos principais artigos da fé Cristã conforme entendida pelos luteranos; também contém uma lista de abusos que os luteranos corrigiram.                 |
| Apologia da Confissão de Augsburgo        | 1531                | Filipe Melanchton | Depois que os teólogos romanos condenaram muitos dos ensinamentos da Confissão de Augsburgo, Melanchton escreveu esta longa defesa. |
| Artigos de Esmalcalde                     | 1536                | Martinho Lutero | Artigos de fé que Lutero pretendia se tornassem uma plataforma ecumênica para um futuro concílio ecumênico. Estabelecia o que os luteranos não podiam abrir mão - e porquê. |
| Tratado sobre o Poder e o Primado do Papa | 1537                | Filipe Melanchton | Proposto para servir como um suplemento à Confissão de Augsburgo, dando a posição luterana a respeito do papa. |
| Catecismo Menor                           | 1529                | Martinho Lutero | Uma pequena obra para educar os leigos nos fundamentos da fé cristã. |
| Catecismo Maior                           | 1529                | Martinho Lutero | Cobrindo os mesmos pontos principais da doutrina cristã que o Catecismo Menor, o Catecismo Maior é uma compilação de sermões de Lutero. |
| Fórmula de Concórdia                      | 1577                | Jacob Andreae, Martin Chemnitz, David Chytraeus                                                                              | Uma confirmação de alguns ensinamentos da Confissão de Augsburgo a respeito dos quais os luteranos haviam se divido. A "Declaração Sólida" é a versão original. A "Epítome" é a versão resumida destinada ao uso no estudo das congregações. Mais de 8.100 pastores e teólogos a assinaram, bem como mais de 50 chefes de governos. |

## Versões inglesas históricas e contemporâneas deO Livro de Concórdiaacessível online

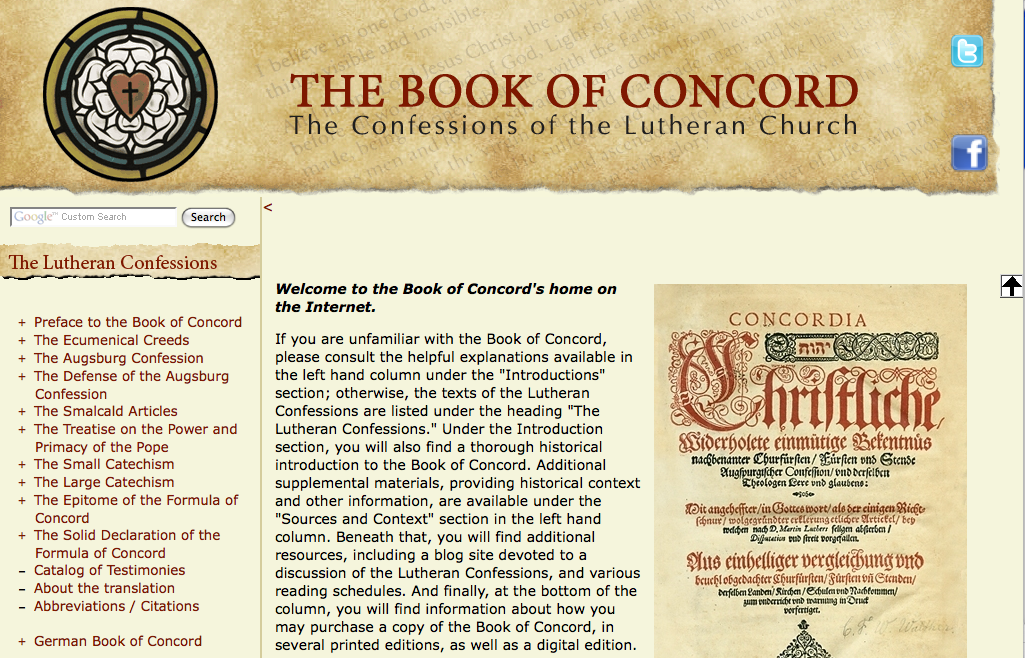
Versão online

- «1851 Henkel Book of Concord first edition»
- «1854 Henkel Book of Concord second edition»
- «1911 Jacobs "People's edition" Book of Concord»
- «1921 Bente Concordia Triglotta English text» (PDF)
- «1921 Bente Concordia Triglotta entire text»
- «1959 Tappert Book of Concord (Google books)»
- «2000 Kolb-Wengert Book of Concord (Google books)»